# La Salzadella
La Salzadella (o la Salzedella) és un municipi i vila del País Valencià situada a la comarca del Baix Maestrat.

## Geografia
Està situada sobre terreny elevat en el vessant occidental de les Talaies d'Alcalà. El seu paisatge compta amb vegetació típicament mediterrània com ara oliveres, ametlers i arbres fruiters entre els quals destaca el cirerer, que produïx la famosa cirera de la Salzadella. El topònim prové d'un bosc de salzes que hi ha al terme.
El seu terme municipal limita amb Sant Mateu, Cervera del Maestrat, Santa Magdalena de Polpís, Alcalà de Xivert, Tírig i les Coves de Vinromà.

### Nuclis de població
Hi ha els nuclis de població de la Salzadella i les Masies d'en Guasch, la Teuleria, de l'Andalús de Baix, de l'Andalús de Dalt i de la Solana.

## Història
En 1924 s'hi va trobar la necròpolis dels Espleters, de l'edat del ferro. Encara que es parla d'antecedents romans, la fundació degué ser àrab, ja que precisament d'esta època són les restes que s'han trobat a la partida de les Mesquites. L'ocupació cristiana tingué lloc entre els anys 1235 i 1236. En 1238, Blasc d'Alagó era senyor del lloc que, històricament, pertanyia al terme del castell i posterior batlia de Les Coves de Vinromà. Entre 1235 i la seua mort, en 1245, va donar-lo a poblar a Miquel d'Ascó i Pere d'Olzina. Després de l'òbit de Blasc d'Alagó va passar a l'orde de Calatrava fins a l'any 1275. Entre eixe any i 1293 fou senyoriu d'Artal d'Alagó, i a continuació passà al rei i a l'orde del Temple el 1294. En dissoldre's este orde, tot el seu patrimoni passà al senyoriu de la de Montesa l'any 1319, on romangué fins al segle xviii, en què desaparegueren els senyorius.

## Demografia
La taula següent mostra l'evolució dels efectius humans del municipi durant la major part de l'època estadística: 
| Evolució demogràfica (des de 1877) Censos de població | Evolució demogràfica (des de 1877) Censos de població | Evolució demogràfica (des de 1877) Censos de població |
| ----------------------------------------------------- | ----------------------------------------------------- | ----------------------------------------------------- |
|                                                       |                                                       |                                                       |
|                                                       |                                                       |                                                       |
|                                                       | Font: Institut Nacional d'Estadística                 |                                                       |

| Població | 814 | 801 | 794 | 788 | 801 | 806 | 816 | 863 | 855 | 838 | 850 | 870 | 850 | 817 |

## Economia

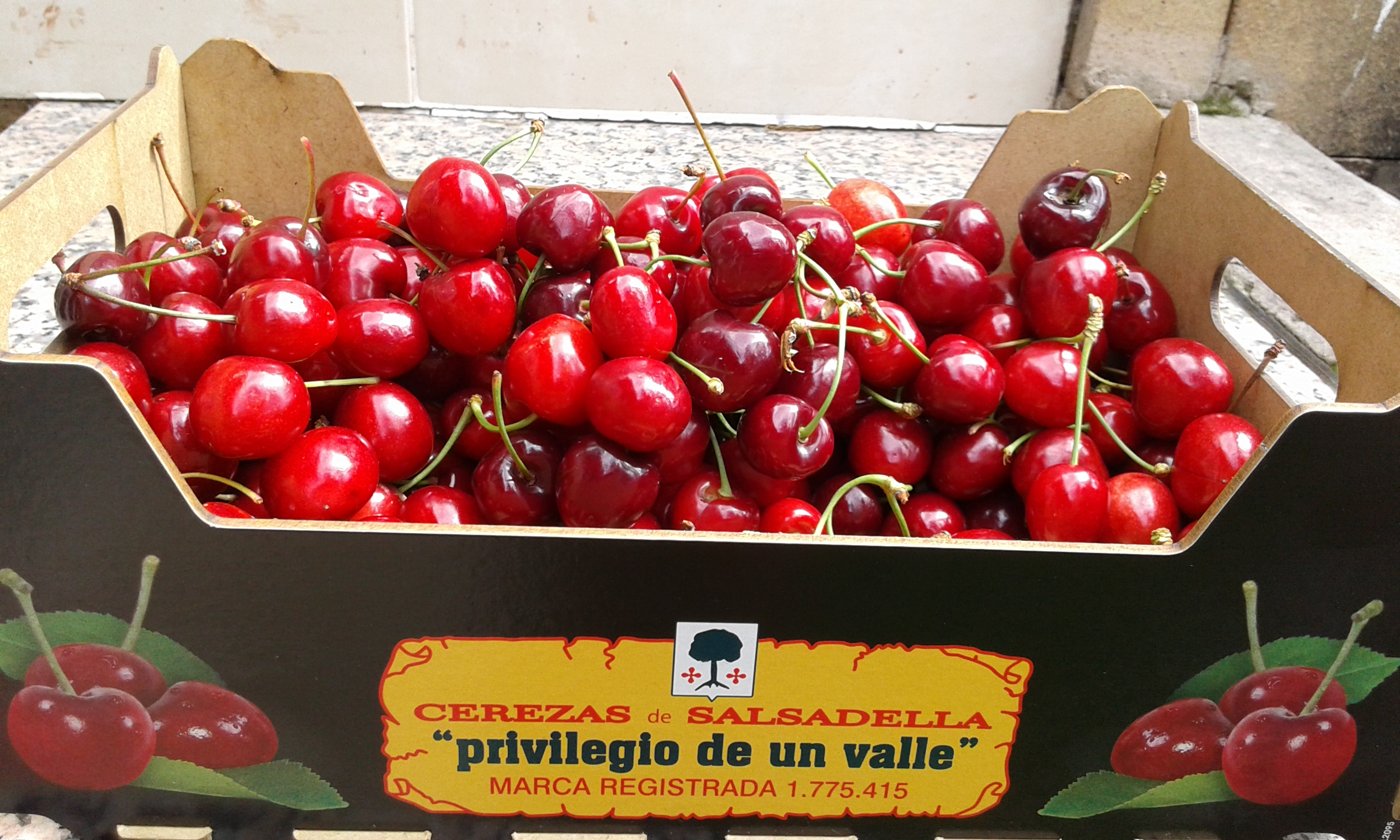
Cireres de la Salzadella

L'economia es basa en el conreu de la cirera, l'oliva i l'ametla.

## Alcaldia
Des de 2011 l'alcalde de la Salzadella és Cristóbal Segarra Fabregat del Partit Popular (PP).
| Període                       | Alcalde o alcaldessa       | Partit polític | Data de possessió | Observacions |
| ----------------------------- | -------------------------- | -------------- | ----------------- | ------------ |
| 1979–1983                     | Blas Gallego Ferrando      | UCD            | 19/04/1979        | --           |
| 1983–1987                     | Blas Gallego Ferrando      | AP-PDP-UL-UV   | 28/05/1983        | --           |
| 1987–1991                     | Angel Palatsi              | PSPV-PSOE      | 30/06/1987        | --           |
| 1991–1995                     | Cristóbal Segarra Fabregat | PP             | 15/06/1991        | --           |
| 1995–1999                     | Cristóbal Segarra Fabregat | PP             | 17/06/1995        | --           |
| 1999–2003                     | Cristóbal Segarra Fabregat | PP             | 03/07/1999        | --           |
| 2003–2007                     | Víctor Gallego Ferrando    | PP             | 14/06/2003        | --           |
| 2007–2011                     | Abelardo Ripoll Guasch     | JPS            | 16/06/2007        | --           |
| 2011–2015                     | Cristóbal Segarra Fabregat | PP             | 11/06/2011        | --           |
| 2015–2019                     | Cristóbal Segarra Fabregat | PP             | 13/06/2015        | --           |
| 2019-2023                     | Cristóbal Segarra Fabregat | PP             | 15/06/2019        | --           |
| Des de 2023                   | n/d                        | n/d            | 17/06/2023        | --           |
| Fonts: Generalitat Valenciana |                            |                |                   |              |

## Monuments

### Monuments religiosos

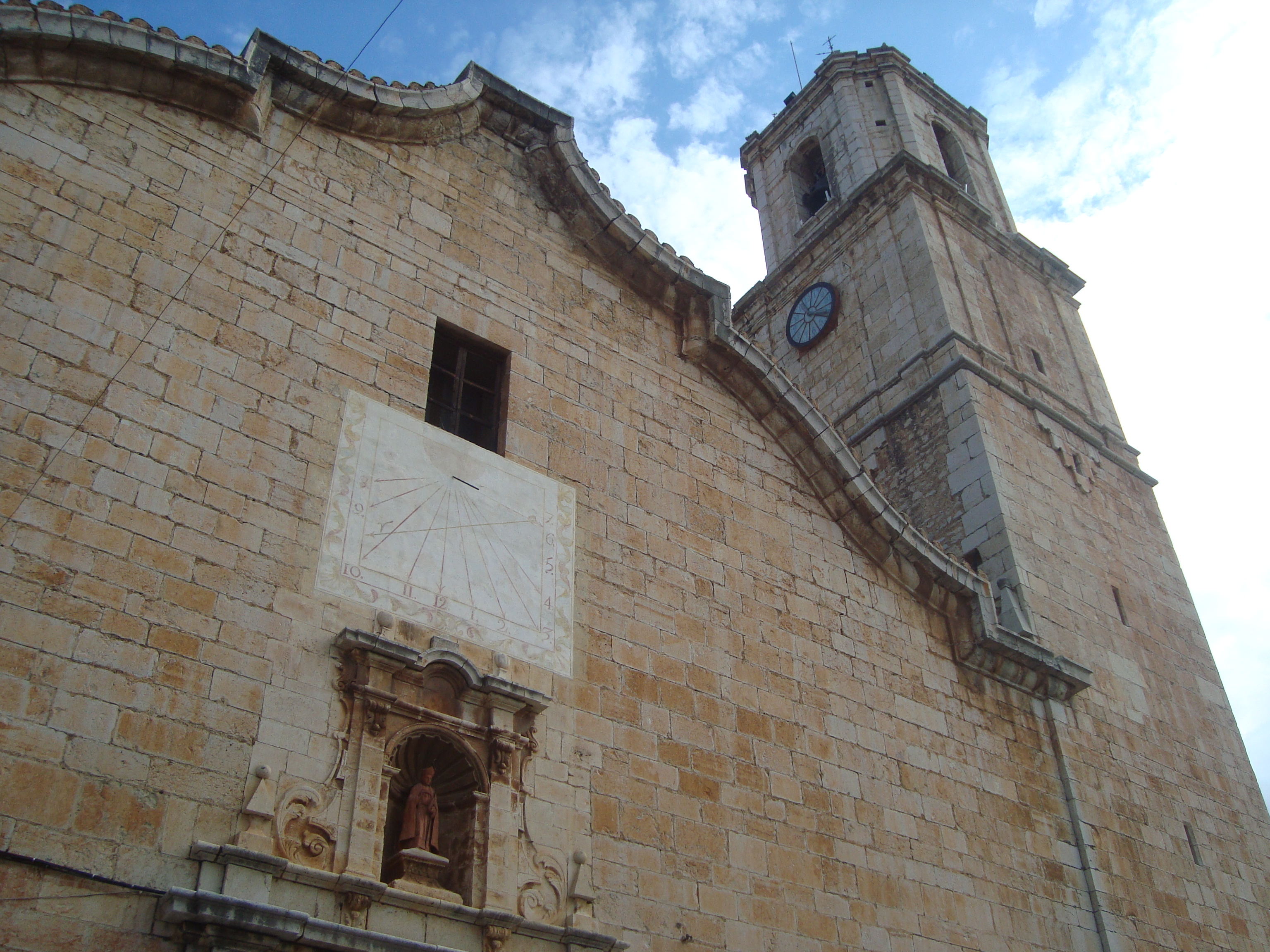
Església parroquial de l'Assumpció (La Salzadella)

- Església de la Purificació de Maria. Del segle xviii. Consta d'una nau coríntia. Va ser edificada entre 1736 i 1756; l'interior va ser destruït en 1936 i es va restaurar en 1964 i 1967 gràcies a la contribució de fills de la vila emigrats a Mèxic. Conserva un interessant tresor amb diversos calzes del segle xv i una singular creu processional menor, formada per 24 peces de cristall de roca valencià finament tallat. És un dels exemplars de màxima raresa i interés entre les creus processionals de la comarca.
- Ermita de Sant Josep. Del segle xiv.
- Ermita de Santa Bàrbara. Sobre una més antiga, de 1700, reconstruïda en 1988.
- Calvari. Del segle xviii amb interessants capelletes de ceràmica.

### Monuments civils
- Restes de la muralla en la part antiga del poble; destaquen el Portal de la Bassa i el Portal de les Coves.
- Peirons del Camí del Cementeri i de Santa Bàrbara. Segles XV-XVI.

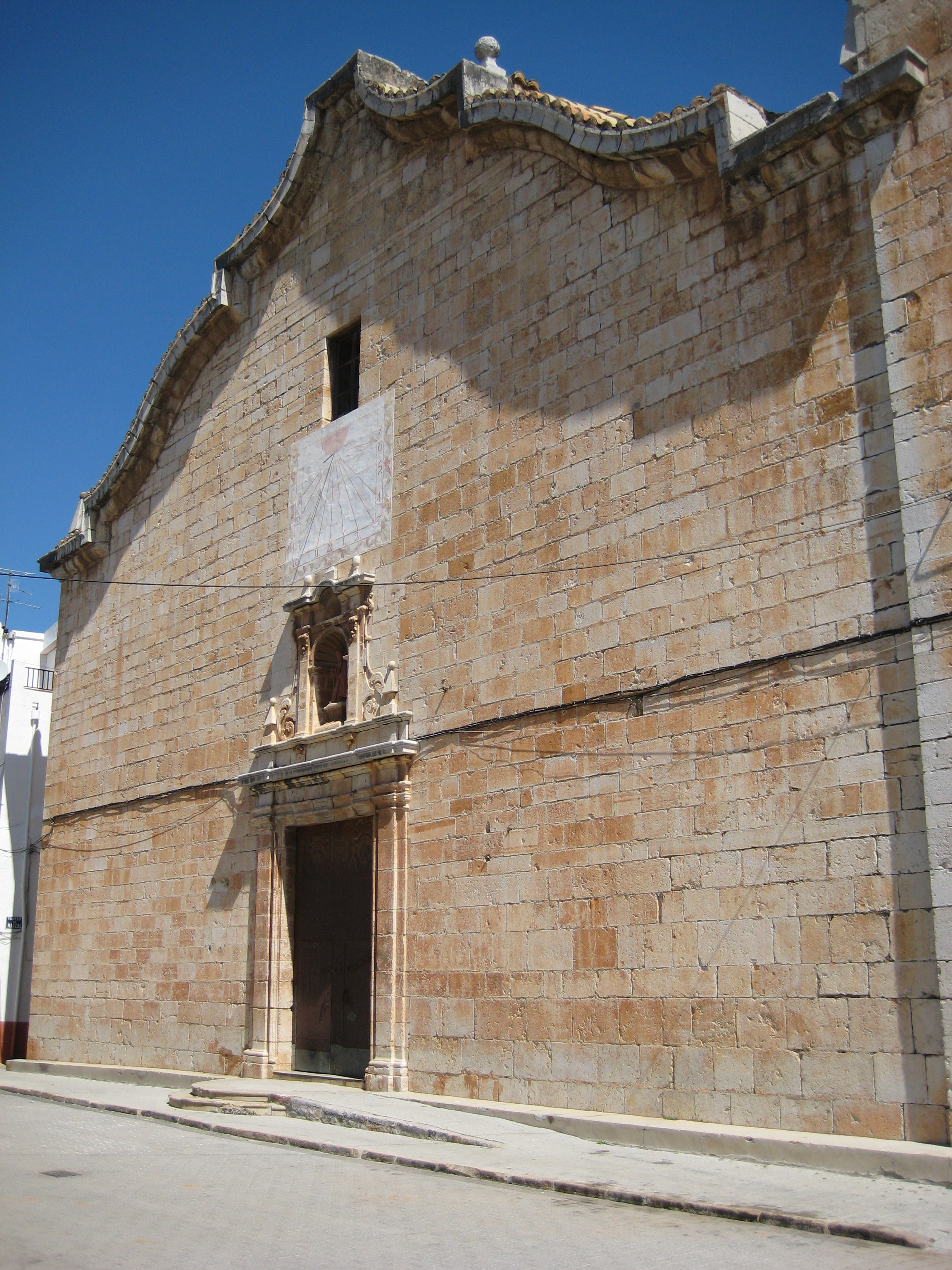
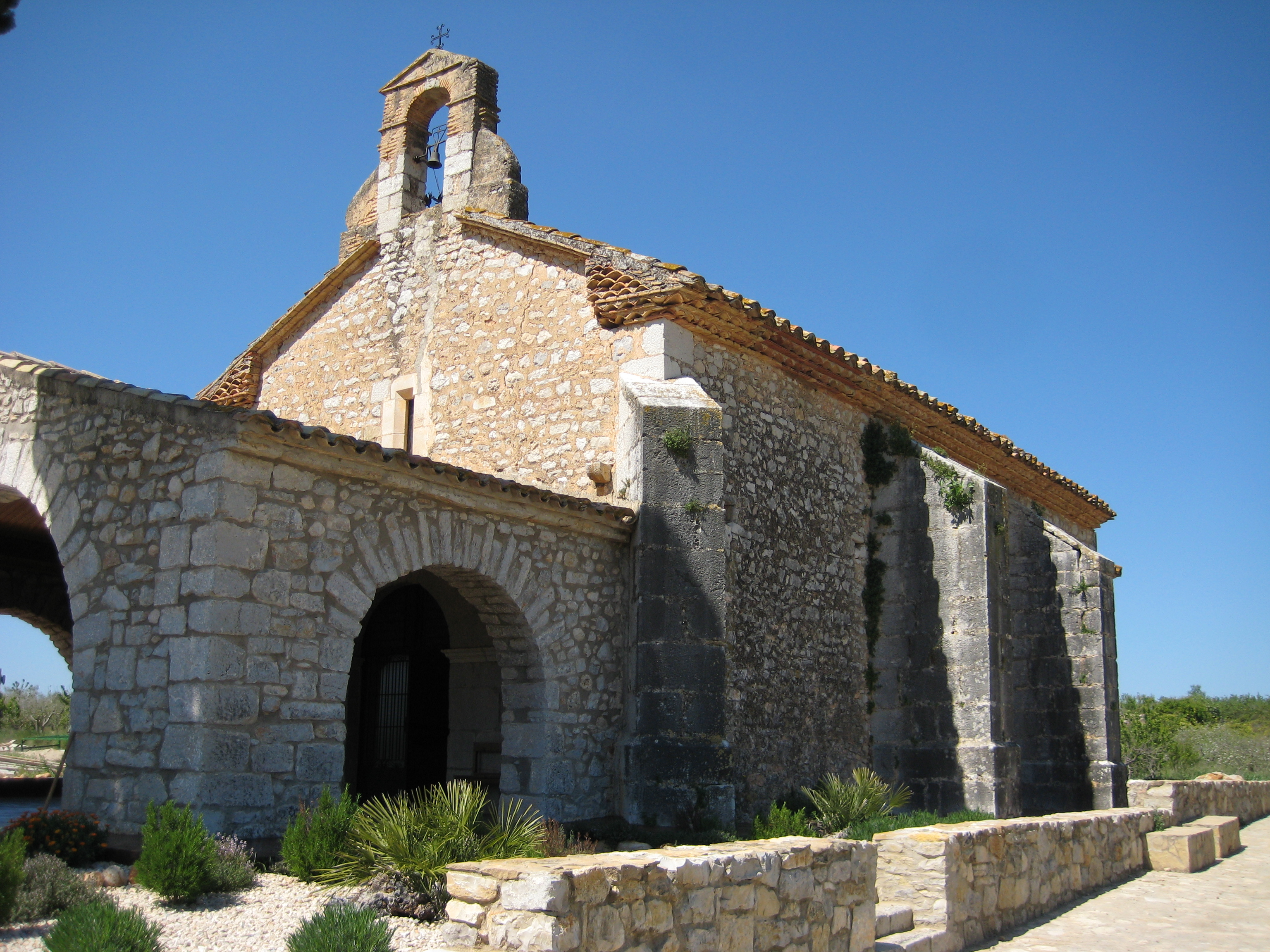
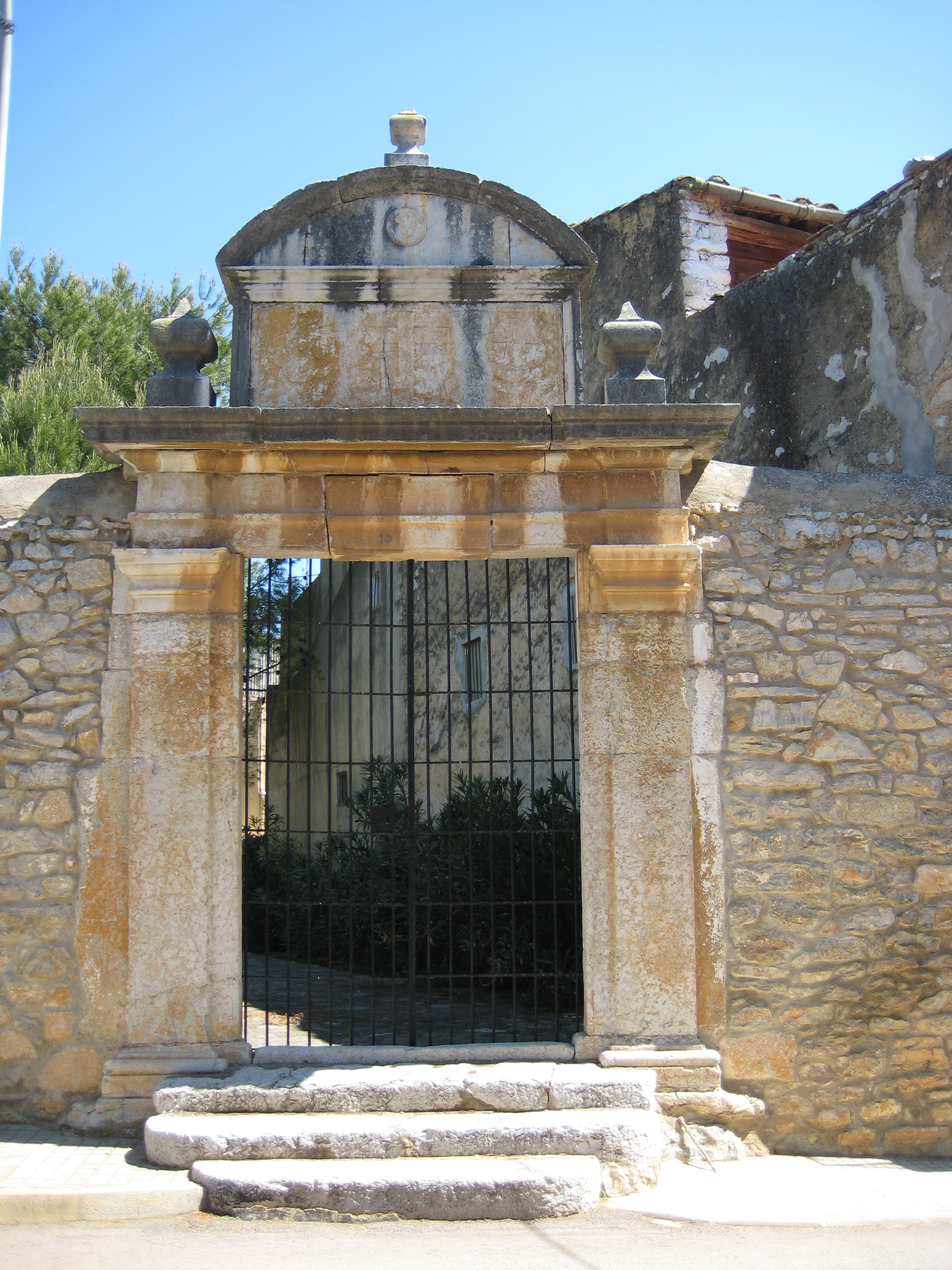
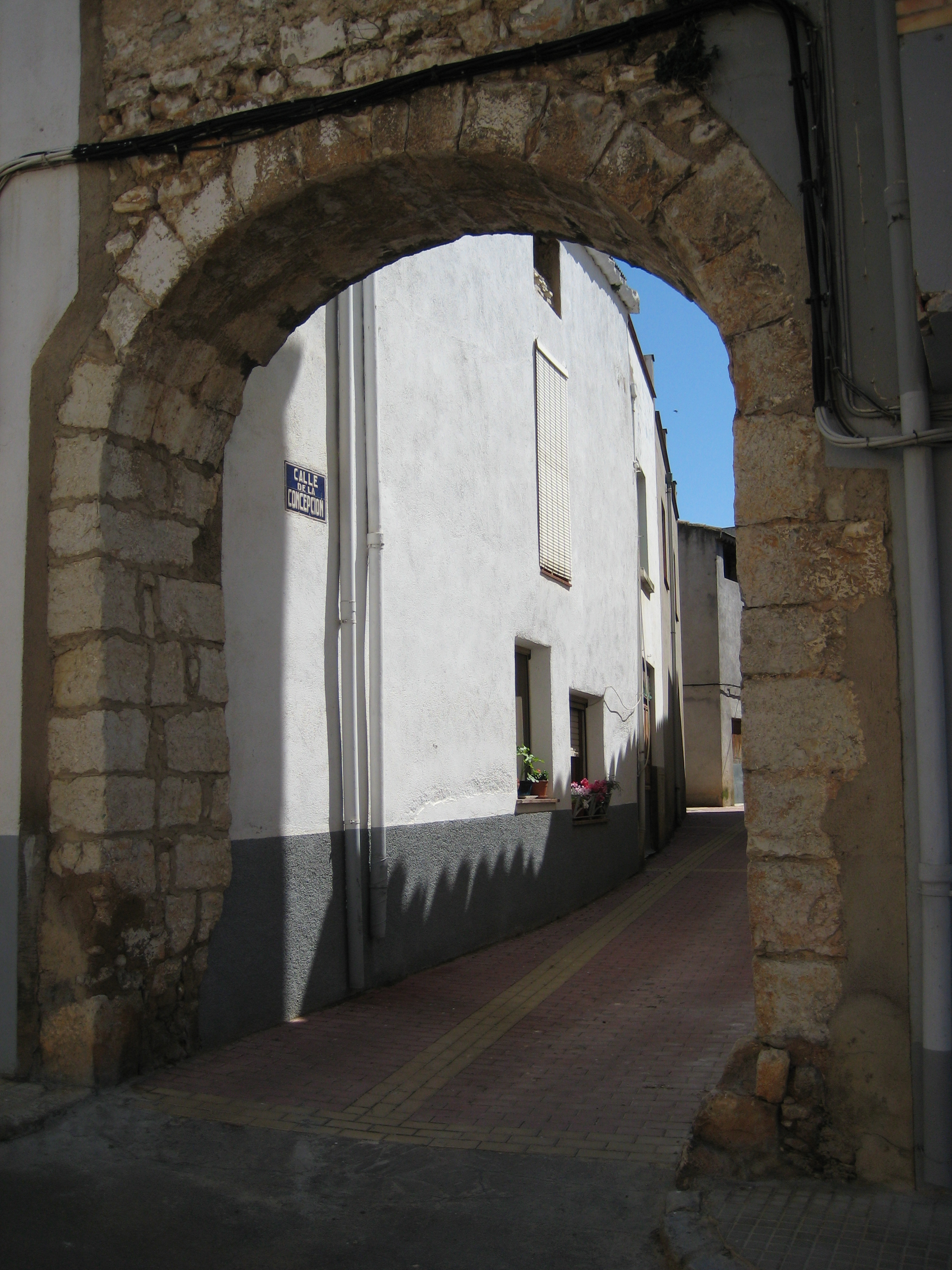

- Façana de l'església.
- Ermita de Santa Bàrbara.
- Calvari.
- Portal de les Coves o de València.

## Festes i celebracions

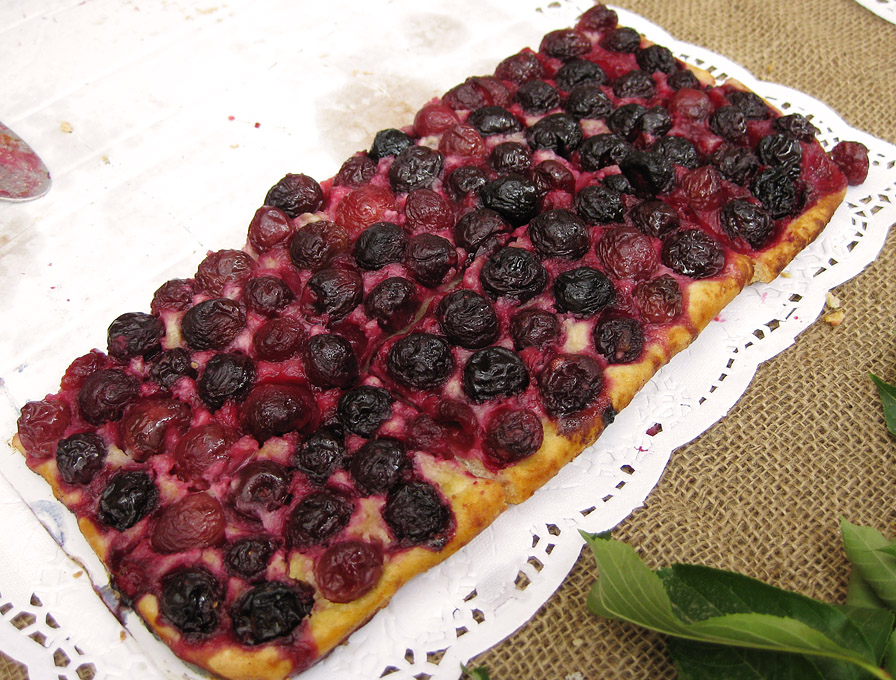
Coca de cireres de la Salzadella

- Romeria de Sant Josep. Se celebra el dilluns de Pasqua.
- Festa de la Cirera. Coincidix amb la collita i es celebra entre el 6 i el 7 de juny.
- Mare de Déu d'Agost. El 15 d'agost.
- Festes patronals. En honor de la Candelera i Sant Blai, els dies 2 i 3 de febrer.

## Persones il·lustres
- Jorge Palatsí Gallego (1988-), futboliste.